# Publi Lavini
Publi Lavini (en llatí Publius Lavinius) va ser un gramàtic romà que va viure probablement al segle ii.
Va escriure un llibre anomenat De Verbis Sordidis, que és mencionat per Aule Gel·li. És possible que sigui el mateix escriptor que Macrobi cita amb el nom de Laevinius.